# Arda (obwód Chaskowo)
Arda (bułg. Арда) – uzdrowisko w południowej Bułgarii, w obwodzie Chaskowo, w gminie Lubimec. Według danych Narodowego Instytutu Statystycznego w Bułgarii, 31 grudnia 2011 roku wieś liczyła 340 mieszkańców.
W miejscowości znajdują się hotele i liczne restauracje; turystyka wodna; miejsca wędkarskie.
Większość budynków jest zachowana wzorcami tradycyjnej architektury Rodop Wschodnich.